# 스콜피온 킥
스콜피온 킥(scorpion kick), 또는 리버스 바이시클 킥(reverse bicycle kick ), 백 해머 킥(back hammer kick)으로도 알려진 킥은 신체를 앞으로 다이빙하거나 던진 다음 손을 땅에 대고 뒷발 뒤꿈치를 앞으로 쳐서 들어오는 종류의 축구의 킥이다. 스포츠 역사가인 안드레아스 캄포마르는 "스펙터클이 죽지 않았다는 것을 보여주었다. 많은 결점에도 불구하고 경기의 승리나 패배와는 거의 관련이 없는 영광의 순간을 제공할 수 있다는 것을 보여주었다"고 언급하면서 이 킥을 칭찬했다.
이 동작은 플레이어가 킥을 하는 동안 전갈의 꼬리와 닮았다고 해서 이러한 이름이 붙여졌다.
콜롬비아의 골키퍼 레네 이기타가 이 기술을 발명한 것으로 여겨진다. 그의 킥 장면은 1995년 콜롬비아와 영국 간의 국제 친선 경기 동안 웸블리 스타디움에서 보여졌다.
일반적인 다이빙 스콜피온 킥 외에도 스탠딩 스콜피온 킥 및 회전하는 스콜피온 킥과 같은 다른 변형도 있으며, 둘 다 반드시 손을 땅에 놓아야 하지는 않는다. 스웨덴의 포워드 즐라탄 이브라히모비치는 스탠딩 스콜피온 킥의 주목할만한 선수이며 이탈리아 수비수 주세페 비아바는 회전하는 스콜피온 킥의 주목할만한 선수이다.